# 韓国交通大学校
韓国交通大学校（かんこくこうつうだいがっこう、朝鮮語: 한국교통대학교、英語: Korea National University of Transportation）は、大韓民国の国立大学。忠清北道忠州市に本部を置く。略称は交通大（キョトンデ、朝鮮語: 교통대）。

## 沿革
忠州大学校時代の2005年6月17日、清州科学大学と統合合意書を調印し、翌年3月に公式に統合した。忠清北道曽坪郡の旧・清州科学大学キャンパスは曽坪キャンパスとなり、保健生命大学と国際社会情報大学が置かれている。
2012年3月には韓国鉄道大学を統合し韓国交通大学校となった。旧・韓国鉄道大学キャンパスは義王キャンパスとなり、鉄道大学が置かれている。

### 忠州大学校
- 1962年6月5日 - 忠州工業初級大学 開校。
- 1966年3月 - 忠州工業高等専門学校（5年制）となる。
- 1974年3月 - 忠州工業専門学校（2年制）となる。
- 1979年3月1日 - 忠州工業専門大学と改称。
- 1982年3月 - 現・忠州キャンパスに移転。
- 1993年3月1日 - 忠州産業大学校となる。
- 1996年3月 - 産業大学院を設置。
- 1999年3月1日 - 忠州大学校と改称。
- 2004年3月 - 経営行政外国語大学院を設置。
- 2006年3月 - 清州科学大学を統合。
- 2012年3月 - 韓国鉄道大学を統合、韓国交通大学校に改称[1]。

### 清州科学大学
- 1948年3月 - 道立清州病院附属高等看護学校として設立。
- 1953年7月 - 清州看護高等技術学校と改称。
- 1974年3月 - 清州看護専門学校となる。
- 1979年1月 - 清州看護専門大学となる。
- 1982年2月15日 - 2年制の清州専門大学となる。
- 1999年
  - 3月1日 - 清州科学大学と改称。
  - 11月 - キムチ食品科学科設置認可。
- 2000年2月 - 曽坪郡へ移転。
- 2001年10月 - 一部学科が3年制に延長。
- 2006年3月 - 忠州大学校に統合される。

## 組織

### 大学
- 工科大学
  - 機械工学科、化工生物工学科、エネルギーシステム工学科、産業経営工学科、安全工学科、環境工学科、航空・機械設計学科、新素材工学科、ナノ化学素材工学科
- 建設交通大学
  - 土木工学科、建築工学科、デザイン学部（産業デザイン専攻、コミュニケーションデザイン専攻）、都市・交通工学科、建築学科（5年制）
- 先端科学技術大学
  - 電気工学科、電子工学科、コンピュータ工学科、制御計測工学科、情報通信工学専攻、ソフトウェア専攻
- 人文芸術大学
  - 英語英文学科、ビジネス英語専攻、中国語科、音楽学科、韓国語文学科、スポーツ学部（スポーツ健康管理学専攻、スポーツ産業学専攻）
- 社会科学大学
  - 行政学科、行政情報学科、経営学科、経営情報学科、航空サービス学科、航空運航学科
- 保健生命大学
  - 看護学科、物理治療学科、応急救助学科、食品工学科、生命工学科、医療IT工学科、食品栄養学科
- 国際社会大学
  - 幼児教育学科、社会福祉学科、国際通商学科、幼児特殊教育学科、IT応用融合学科
- 鉄道大学
  - 鉄道経営物流学科、鉄道運転システム工学科、鉄道車両システム工学科、鉄道施設工学科、鉄道電気電子工学科、コンピュータ情報工学科
- 教養学部
- 自由専攻学部
- 融合教育学部

### 大学院
- 一般大学院
- 交通大学院
- グローバル融合大学院
- 教育大学院